# Giselle Itié
Giselle Itié (Città del Messico, 3 ottobre 1981) è un'attrice brasiliana con cittadinanza messicana.

## Biografia
Nata da padre messicano e madre brasiliana, a causa del terremoto avvenuto a Città del Messico nel 1985 si trasferì con la famiglia in Brasile.
Nel 2001 ha iniziato la sua carriera come attrice in una telenovela brasiliana. Nel 2009 ha debuttato come protagonista nella telenovela Bela, un FEIA, la versione brasiliana per il colombiano Betty la fea. Giselle Itié ha anche preso parte al film I mercenari - The Expendables, co-scritto, diretto ed interpretato da Sylvester Stallone.

## Vita privata
Dopo le relazioni con il collega Caio Junqueira e altri uomini, nel 2015 ha sposato Emilio Dantas, attore anche lui, ma il matrimonio è naufragato l'anno successivo. Nel 2015 ha sposato l'attore Guilherme Winter, con cui ha avuto un figlio nel 2020, anno in cui i due si sono anche separati.

## Filmografia parziale

### Televisione
- Terra nostra 2 - La speranza (Esperança) (2002)
- Os Dez Mandamentos (2015)

### Cinema
- I mercenari - The Expendables (The Expendables), regia di Sylvester Stallone (2010)
- Inferno: The Making of 'The Expendables', regia di John Herzfeld (2010) - documentario
- On the Road, regia di Walter Salles (2012)